# Smerdovitsi
Smerdovitsi (rus: Смердовицы; finès: Mertsa o Smerdovitsa) és un poble de l'óblast de Leningrad, a Rússia, que el 2017 tenia 80 habitants.